# Helena Syrkus

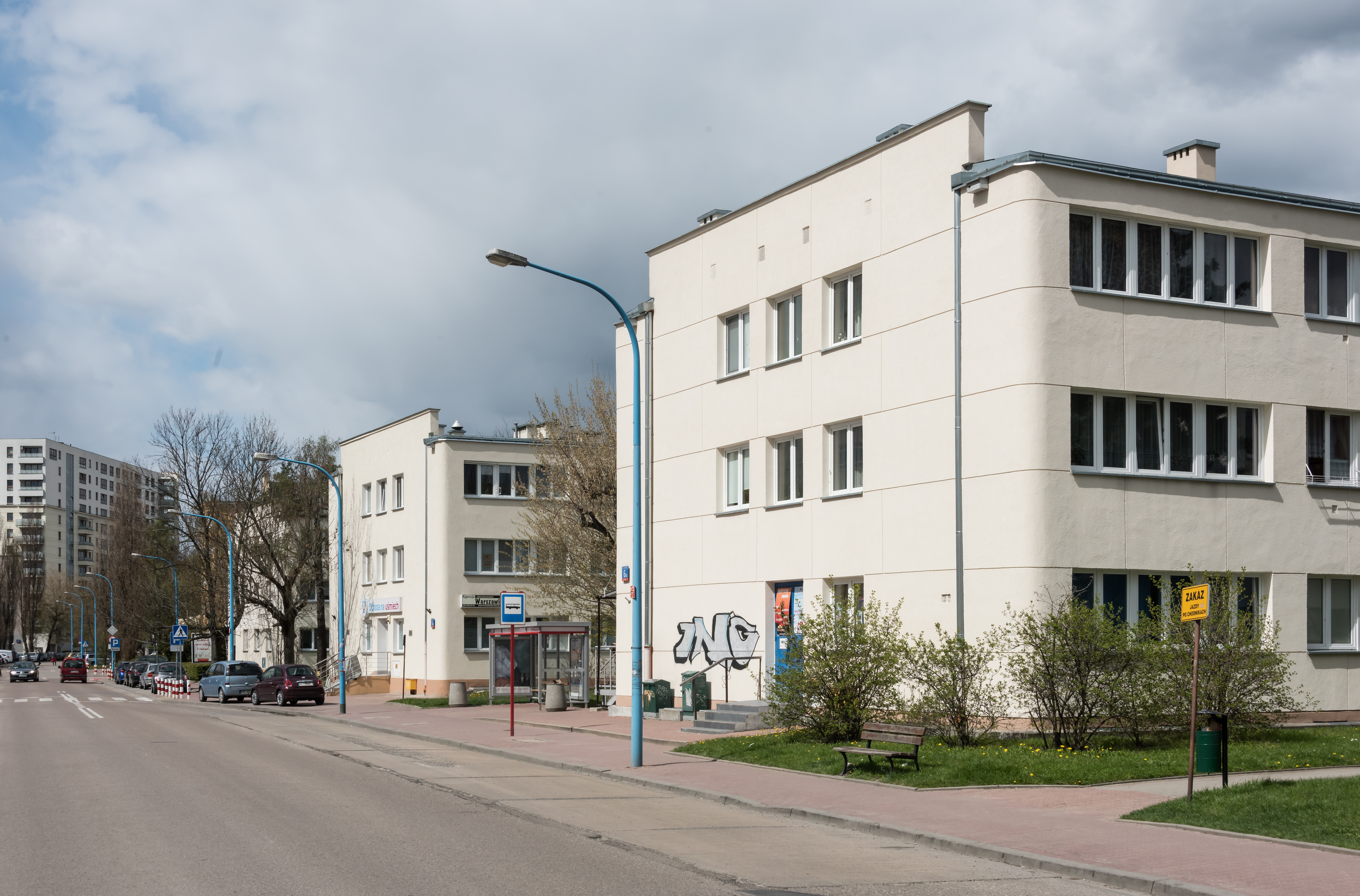
Fragment osiedla przy ul. Pruszkowskiej

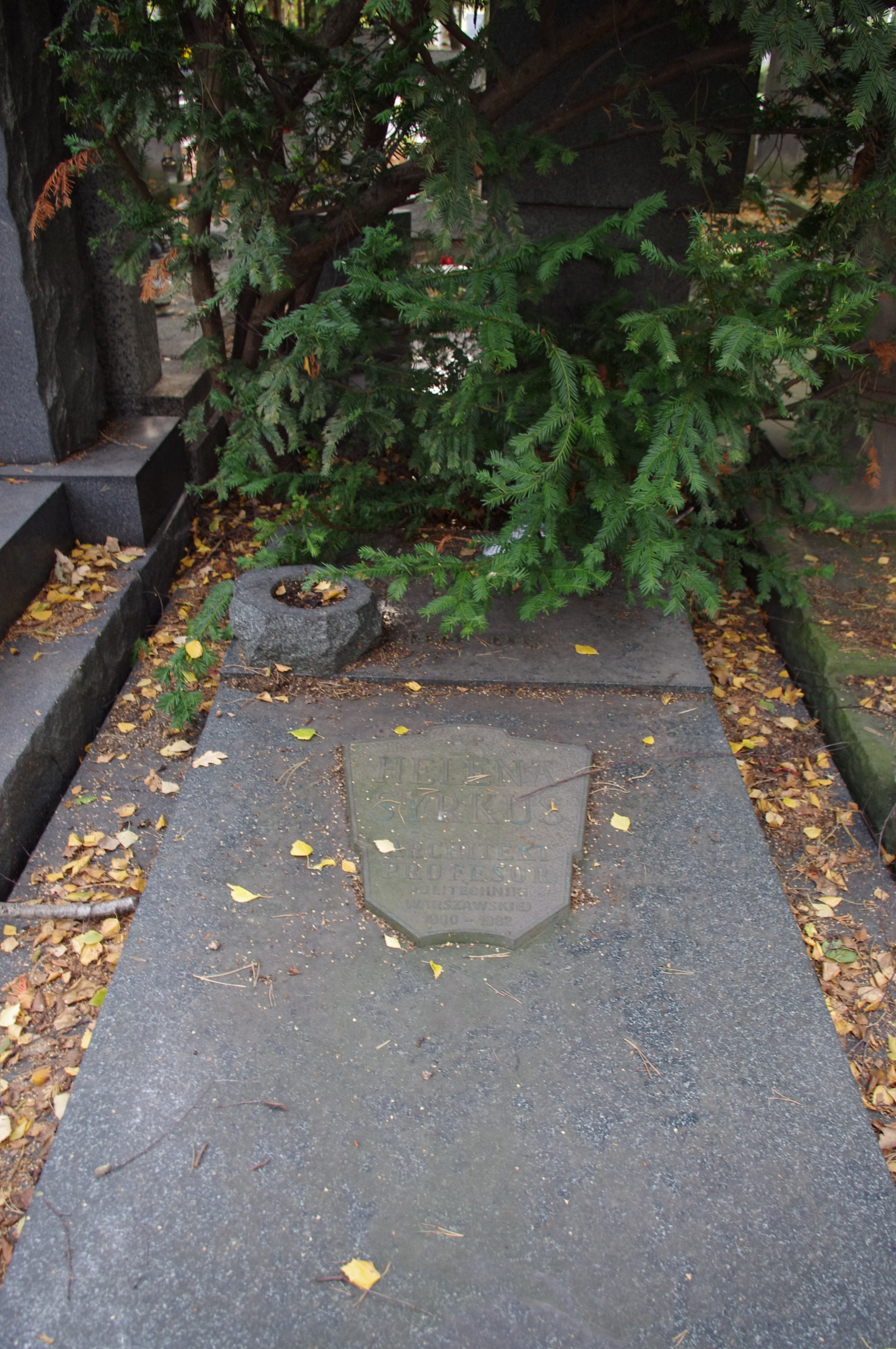
Grób Heleny Syrkus na cmentarzu Wojskowym na Powązkach w Warszawie

Helena Syrkus, ps. „Niemirowska” (ur. 14 maja 1900 w Warszawie, zm. 19 listopada 1982 tamże) – polska architektka pochodzenia żydowskiego, przedstawicielka funkcjonalizmu, profesor na Wydziale Architektury Politechniki Warszawskiej.

## Życiorys
Urodziła się w rodzinie Izaaka (Ignacego) Eliasberga (1860–1929), doktora warszawskiego Szpitala Dziecięcego Bersohnów i Baumanów, prezesa towarzystwa „Pomoc dla Sierot” i bliskiego współpracownika Janusza Korczaka i Stelli z Bernsteinów (1879–1963), nauczycielki. Miała trzy siostry Irenę (później Wilczyńską, 1902–1980), Annę (1905–1943) i Martę (po mężu Heyman, 1909–1998). 
W publikacjach prasowych do 1935 używała pseudonimu Niemirowska. 
Początkowo uczyła się w domu, następnie w latach 1908–1911 w szkole Szalayowej, a od września 1912 w trzeciej klasie ośmioklasowej szkoły handlowej Anieli Wereckiej w Warszawie, którą ukończyła w czerwcu 1918. Studiowała w latach 1918, 1920–1922 na Wydziale Architektury Politechniki Warszawskiej. Z powodu wypadków wojennych pracowała w szpitalu i kantynie (1918–1920). W latach 1920–1921 pobierała lekcje rysunku odręcznego u Romana Kramsztyka. Od 1923 uczestniczyła w zajęciach na Wydziale Filozoficznym Uniwersytetu Warszawskiego.
Znała biegle francuski, niemiecki, rosyjski i angielski, znała również łacinę, bułgarski i włoski. 
W latach 1922–1927 zajmowała się tłumaczeniem literatury pięknej. Ukazały się jej tłumaczenia Tajemnica krwi Anatole’a France’a, Puk Rudyarda Kiplinga i Paciorki Anny Achmatowej. Tłumaczeniami zajmowała się do końca życia, tłumaczyła poezję Guillaume’a Apollinaire’a, Rainera Marii Rilkego, Jana Lechonia, Juliana Tuwima, Konstantego Ildefonsa Gałczyńskiego.
Wraz z Szymonem Syrkusem, Barbarą i Stanisławem Brukalskim, Bohdanem Lachertem, Józefem Szanajcą założyła w 1926 grupę twórczą Praesens. W latach 1925–1929 pełniła funkcję sekretarza tej grupy. 14 lipca 1927 poślubiła Szymona Syrkusa w kościele św. Anny w Krynkach i od roku 1930 była współautorką wszystkich jego projektów.
Grupa Praesens stała się w roku 1928 polską sekcją Congrès international d'architecture moderne (CIAM). Helena Syrkus wzięła udział w 1933 wraz z Le Corbusierem w czwartej konferencji CIAM na pokładzie transatlantyku S.S. Patris II podczas rejsu z Marsylii do Aten. W 1934 wyjechała do Zurychu dla pogłębienia wiedzy na temat konstrukcji budowlanych pod kierunkiem Karla Mosera.
W czasie okupacji niemieckiej pracowała razem z mężem w konspiracyjnej Pracowni Architektoniczno-Urbanistycznej (PAU) działającej w strukturze Społecznego Przedsiębiorstwa Budowlanego. W styczniu 1942 rozpoczęła współpracę z Polską Partią Robotniczą. Wstąpiła do niej w marcu 1944, wprowadzona przez kolegę z Warszawskiej Spółdzielni Mieszkaniowej, późniejszego prezydenta, Bolesława Bieruta. Po upadku powstania warszawskiego przebywała w obozie w Pruszkowie, skąd uciekła do Końskich, i Krakowa. W nocy 7 stycznia 1945 r. została aresztowana i wysłana do obozu Lindenruh pod Wrocławiem, następnie do Wrocławia. Tu przebywała podczas oblężenia miasta (13 lutego–6 maja 1945 roku).
W maju 1945 wróciła do Warszawy. W tym samym miesiącu została pracownikiem Wydziału Propagandy Biura Odbudowy Stolicy, a w 1946 sekretarzem generalnym Naczelnej Rady Odbudowy Warszawy. Tytuł inżyniera architekta otrzymała w 1948 (nadany przez Radę Wydziału Architektury i Senat Politechniki Warszawskiej) na podstawie ustawy o stopniu inżyniera z 28 stycznia 1948, pozwalającej przyznać go osobom posiadającym wiadomości techniczne na poziomie wymaganym od absolwentów wyższych szkół technicznych. W latach 1948–1955 pełniła funkcję jednego z wiceprezesów CIAM. W 1955 została mianowana profesorem Wydziału Architektury Politechniki Warszawskiej.
W 1948 r. zaangażowana była w organizację Światowego Kongresu Intelektualistów w Obronie Pokoju we Wrocławiu (25–28 sierpnia), gościła Pabla Picassa w domu letnim Syrkusów w Serocku. 
Podczas Krajowej Partyjnej Narady Architektów w Warszawie w epoce stalinizmu w czerwcu 1949 małżeństwo Syrkusów zostało zaatakowane za dotychczasową twórczość oraz kontakty z zagranicznymi architektami. Złożyli samokrytykę. Zaangażowanie w akcję zbierania podpisów pod Apelem Sztokholmskim jak i samokrytyka rok wcześniej sprawiły, że Helena Syrkus stała się persona non grata w środowisku CIAM.
W czasach Polski Ludowej krytykowała dominację niefunkcjonalnych i oszczędnościowych bloków mieszkalnych z małymi mieszkaniami i zbyt dużą gęstość zabudowy oraz stosowanie typowej wielkiej płyty jako jedynej technologii w budownictwie.
Od lat 30. do 70. utrzymywała stały kontakt z architektem Bauhausu Walterem Gropiusem.
23 sierpnia 1980 dołączyła do apelu 64 uczonych, pisarzy i publicystów do władz komunistycznych o podjęcie dialogu ze strajkującymi robotnikami.
Zmarła w Warszawie, została pochowana na cmentarzu Wojskowym na Powązkach (kwatera C2-11-6).

## Twórczość
Realizując swoje lewicowe poglądy społeczne zajęła się projektowaniem osiedli mieszkaniowych dla Warszawskiej Spółdzielni Mieszkaniowej i Zakładu Ubezpieczeń Społecznych. W latach 1931–1935 zrealizowała wraz z mężem osiedle mieszkaniowe na Rakowcu przy ulicy Pruszkowskiej.  Wspólnie zaprojektowali także ciąg domów przy ul. Kwarcowej na osiedlu Rogi w Łodzi (1935–1936). W 1939 zbudowała luksusową, modernistyczną kamienicę mieszkalną przy ul. Jaworzyńskiej 6 w Warszawie według pięciu zasad architektury nowoczesnej Le Corbusiera.
Za największe osiągnięcie Syrkusów w okresie powojennym uważa się awangardowe, funkcjonalistyczne osiedle Warszawskiej Spółdzielni Mieszkaniowej na Kole w Warszawie, rozpoczęte w 1947. Bloki mieszkalne wyróżniają się formą charakterystycznych słupów (fr. pilotis), na których wznoszą się nad ziemią, dzięki czemu nie zaburzają zastanego krajobrazu bogatego w zieleń. Mieszkania są funkcjonalne, wiele z nich jest dwustronnych z loggią oraz z widną kuchnią, widną łazienką i widnym przedpokojem. Przy budowie osiedla zastosowano nowatorską technologię budowy ścian zewnętrznych z bloków pianobetonu z gotową betonową warstwą licową. Osiedle odwiedził Pablo Picasso w 1948 na zaproszenie Syrkusów i w jednym z bloków na ulicy Sitnika namalował Syrenkę z młotkiem zamiast miecza w dłoni. W tej samej technologii Syrkusowie zaprojektowali też osiedle na warszawskiej Pradze.
Wydała:
- Ku idei osiedla społecznego, 1925–1975, Warszawa 1976
- Społeczne cele urbanizacji. Człowiek i środowisko, Warszawa 1984

## Odznaczenia
- Medal 30-lecia Polski Ludowej (1974)[23]
- Medal 10-lecia Polski Ludowej (19 stycznia 1955)[24]
- Złota Odznaka SARP (1955)

## Upamiętnienie
Helenę Syrkus i jej męża Szymona upamiętnia jedna z tablic Praskiej Galerii Sław wmurowanych w chodnik ul. Stalowej w Warszawie w 2017.